# Escaping Gravity
《Escaping Gravity》는 2013년 6월 10일에 발매된 넬의 미니 앨범이다. 이 앨범은 넬의 “Gravity 3부작” 시리즈의 두 번째로, 좌절 또는 절망, 혹은 꿈을 가로막는 장애물 등을 중력에 빗대어 그 중력으로부터 벗어나는 과정을 담아냈다. 곡마다 주인공이 다른 옴니버스 영화처럼 만들었다고 한다. 앨범의 마스터링을 U2, Snow Patrol, Lana Del Rey 등을 담당한 음악의 결을 잘 살리는 런던 메트로폴리스의 존 데이비스(John Davis)와 Adele, Beyonce, Chris Brown, 그리고 싸이의 `강남스타일` 등을 담당한 트렌디한 음악이 강점인 뉴욕 스털링사운드의 톰 코인(Tom Coyne)에게 맡긴 뒤 멤버들이 블라인드 모니터링을 통해 앨범에 최종 수록했다. 타이틀 곡인 〈Ocean of Light〉를 포함한 전곡이 공개 직후 온라인 음악 차트 상위권을 차지하였다.

## 수록곡
전체 작곡: 김종완
| #  | 제목               | 작사·작곡 | 편곡                           | 재생 시간 |
| -- | ------------------ | --------- | ------------------------------ | --------- |
| 1. | 〈Boy - X〉        | 김종완    | 김종완, 이재경, 이정훈, 정재원 | 4:20      |
| 2. | 〈Ocean of Light〉 | 김종완    | 김종완, 이재경, 이정훈, 정재원 | 4:57      |
| 3. | 〈Perfect〉        | 김종완    | 김종완, 이재경, 이정훈, 정재원 | 4:31      |
| 4. | 〈Burn〉           | 김종완    | 김종완, 이재경, 이정훈, 정재원 | 4:38      |
| 5. | 〈Haven〉          | 김종완    | 김종완, 이재경, 이정훈, 정재원 | 5:28      |
| 6. | 〈Walk out.〉      |           |                                | 1:20      |

## 수록곡 소개
넬이 네이버 뮤직에 나와 직접 곡 소개를 한 것을 요약했다. 다음은 그 내용.

- 〈Boy - X〉:　자신의 절망감을 분노 표출을 통해서 해소하려 하는 주인공의 심리 상태는 어떠하겠냐는 궁금증에서 시작된 곡이다.
- 〈Ocean Of Light〉는 〈Boy - X〉와는 정반대로 힘든 시기가 있어도 좋아지는 모습을 생각하면서 빛의 바다로 뛰어드는 주인공을 그렸다.
- 〈Perfect〉는 사랑하는 여인과의 시간을 통해서 자신의 힘듦과 좌절감에서 벗어나려 하는 마음을 담았다.
- 〈Burn〉은 약해지고 두려움이 있어도 한 번은 내가 진짜 원하는 걸 찾기 위해서 부딪히는 주인공을 표현했다.
- 〈Haven〉은 가사와 테마가 무겁고 어두운 내용이라 연주도 영화의 드라마틱하고 다이내믹함이 담겨있다.
- 〈Walk out.〉 은 〈Haven〉의 주인공이 모든 걸 터트리고 난 뒤 모든 걸 내려놓고 가는 엔딩크레딧과도 같은 음악이다.

## 사연 및 가설
- 팬들 사이에서 '탈출 앨범' 혹은 '바다 앨범' 등으로 불린다.
- 〈Boy - X〉는 세상 모든 이들을 자격 미달로 보는 이가 주인공인 곡으로, 간혹 일어나는 총기난사 사건과 묻지마 살인 등을 저지르는 이들 같다고 언급했었다. 이 곡은 '개 같은 날 개만도 못한 얘길 듣고 있으려니까 기분이 좀 그래'란 가사 때문에 방송 불가 판정을 받았다.
- 〈Haven〉은 외부와 자신을 차단하고 약물에 의존하며 현실을 도피하는 이가 주인공인 곡으로, 팬들 사이에서 가사의 내용이 권총 자살이라는 의견이 있다. 'I know it hurts you when I fucking shiver'란 가사 때문에 방송 불가 판정을 받았다.
- 〈Walk out.〉은 일부러 가장 질 나쁜 마이크를 멀리 떨어져 녹음을 하고, 온갖 잡음을 넣었다고 한다. 넬 노래 중 가장 짧은 곡이다.

## 백워드 마스킹
백워드 마스킹(Backward Masking)이란 인위적으로 본래의 곡에 가사나 멜로디를 거꾸로 삽입하는 것이다.
- Boy - X(03:20~04:14) : 키를 -12로 낮추고 들어보면 자격 미달의 예술가, 심장이 없는 자들의 찬송가라고 들린다.